# العلاقات السويدية المنغولية
العلاقات السويدية المنغولية هي العلاقات الثنائية التي تجمع بين السويد ومنغوليا.

## مقارنة بين البلدين
هذه مقارنة عامة ومرجعية للدولتين:
| وجه المقارنة                                              | السويد                                                                               | منغوليا         |
| --------------------------------------------------------- | ------------------------------------------------------------------------------------ | --------------- |
| المساحة (كم2)                                             | 450.30 ألف                                                                           | 1.57 مليون      |
| عدد السكان (نسمة)                                         | 10.16 مليون                                                                          | 3.08 مليون      |
| الكثافة السكانية (ن./كم²)                                 | 22.56                                                                                | 1.96            |
| العاصمة                                                   | ستوكهولم                                                                             | أولان باتور     |
| اللغة الرسمية                                             | اللغة السويدية، لغات السامي، اللغة الفنلندية، منكيلي، اللغة الرومنية، اللغة اليديشية | اللغة المنغولية |
| العملة                                                    | كرونة سويدية                                                                         | توغروغ منغولي   |
| الناتج المحلي الإجمالي (بليون دولار)                      | 538.04 مليار                                                                         | 11.49 مليار     |
| الناتج المحلي الإجمالي (تعادل القوة الشرائية) بليون دولار | 469.01 مليار                                                                         | 36.16 مليار     |
| الناتج المحلي الإجمالي الاسمي للفرد دولار أمريكي          | 50.58 ألف                                                                            | 3.97 ألف        |
| الناتج المحلي الإجمالي للفرد دولار أمريكي                 | 45.30 ألف                                                                            | 11.95 ألف       |
| مؤشر التنمية البشرية                                      | 0.907                                                                                | 0.727           |
| رمز المكالمات الدولي                                      | +46                                                                                  | +976            |
| رمز الإنترنت                                              | .se                                                                                  | .mn             |
| المنطقة الزمنية                                           | توقيت وسط أوروبا، ت ع م+01:00، ت ع م+02:00، أوروبا/ستوكهولم ‏                         | ت ع م+08:00     |

## منظمات دولية مشتركة
يشترك البلدان في عضوية مجموعة من المنظمات الدولية، منها:
| علم المنظمة | اسم المنظمة                               | تاريخ انضمام السويد | تاريخ انضمام منغوليا |
| ----------- | ----------------------------------------- | ------------------- | -------------------- |
|             | وكالة ضمان الاستثمار متعدد الأطراف        | 12 أبريل 1988       | 21 يناير 1999        |
|             | منظمة الشرطة الجنائية الدولية             | ?                   | ?                    |
|             | منظمة حظر الأسلحة الكيميائية              | ?                   | ?                    |
|             | منظمة التجارة العالمية                    | 1995                | ?                    |
|             | الفريق المعني برصد الأرض                  | ?                   | ?                    |
|             | الأمم المتحدة                             | 19 نوفمبر 1946      | 27 أكتوبر 1961       |
|             | مؤسسة التمويل الدولية                     | 20 يوليو 1956       | 14 فبراير 1991       |
|             | يونسكو                                    | 23 يناير 1950       | 1 نوفمبر 1962        |
|             | مؤسسة التنمية الدولية                     | 24 سبتمبر 1960      | 14 فبراير 1991       |
|             | بنك التنمية الآسيوي                       | 1966                | 1991                 |
|             | البنك الدولي للإنشاء والتعمير             | 31 أغسطس 1951       | 14 فبراير 1991       |
|             | المركز الدولي لتسوية المنازعات الاستشارية | 28 يناير 1967       | 14 يوليو 1991        |
|             | الاتحاد البريدي العالمي                   | ?                   | ?                    |
|             | منظمة الأمن والتعاون في أوروبا            | 25 يونيو 1973       | 21 نوفمبر 2012       |
|             | الاتحاد الدولي للاتصالات                  | 1866                | 27 أغسطس 1964        |

## وصلات خارجية
- موقع وزارة الخارجية السويدية
- موقع وزارة الخارجية المنغولية